# Trentepohlia brevipes
Trentepohlia brevipes är en tvåvingeart som beskrevs av Alexander 1931. Trentepohlia brevipes ingår i släktet Trentepohlia och familjen småharkrankar. Inga underarter finns listade i Catalogue of Life.